# Saive
Saive è stato comune autonomo sino al 1º gennaio 1977, per poi diventare successivamente frazione del comune di Blegny. Appartiene alla provincia di Liegi in Belgio ed è attraversato dal piccolo fiume Julienne.

## Origine del nome

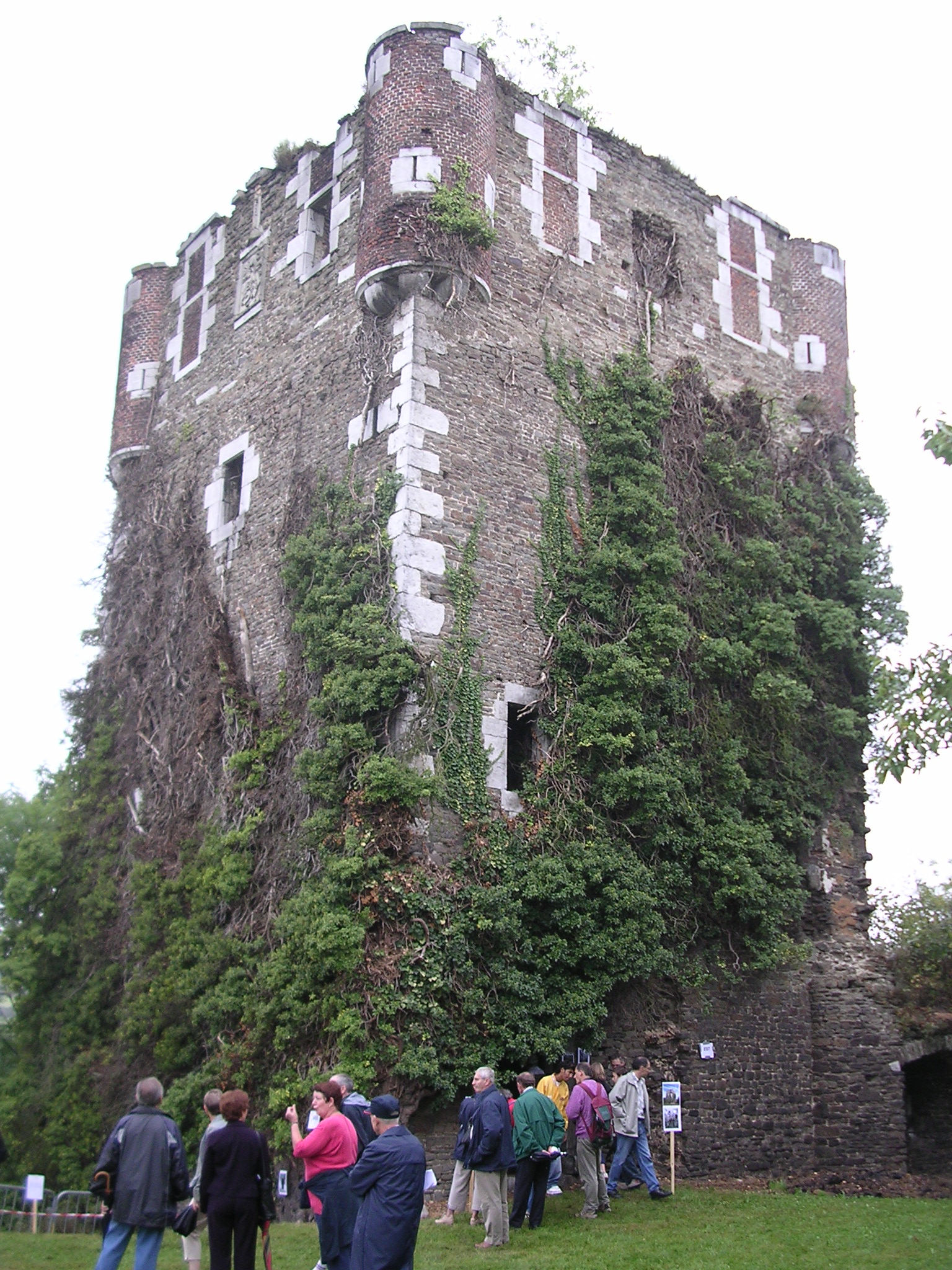
Castello di Saive, in rovina

Il nome Saive deriva da silva che in latino significa bosco.

## Storia
Saive fu menzionato per la prima volta in un documento che risale al 1242.

## Monumenti e luoghi d'interesse
- Castello di Saive[3][2]
- Chiesa di San Pietro
- Grande mulino